# 李少良
李少良（8世纪？—771年7月9日），唐朝官员。
李少良以吏员被任用为节度使幕府，担任成都司录参军，官至殿中侍御史。罢官，在京师拜见权贵。当时元载专政，所居宅第奢侈，子弟专横，贿贿公行，士庶都恨他。大历六年（771年）李少良怨恨他不被任用，上书代宗揭露元载奸伪贪赃的秘事，唐代宗将李少良安置在客省。后来，李少良将他跟代宗说的话告诉了友人韦颂，韦颂及殿中侍御史陆珽与李少良友善，也元载子弟亲党有交往。陆珽将此事告诉了元载，元载上奏代宗说李少良狂妄。代宗恼怒，将李少良、韦颁、陆珽逮入御史台监狱。元载推荐张延赏为御史大夫，授意他如何断案。御史上奏称李少良、韦颂、陆珽凶恶阴险，结党营私，离间君臣，五月二十三日，代宗敕令将他们交付京兆府，都用乱棍打死。